# ناکاماچی، ستاگایا
ناکاماچی، ستاگایا (به ژاپنی: 中町 Nakamachi)، یکی از بخش‌های ستاگایا-کو، توکیو در ژاپن است.